# Strass
Strass eller rhinsten er glitrende krystalsten, som anvendes i smykker og accessories som erstatning for ædelstene som diamanter.
Strass er enten produceret af bjergkrystal, glas eller akryl. Blandt dem findes Swarovskikrystaller, som anses som den førende kvalitet.[kilde mangler]
Tidligere versioner af strass er bedre kendt som rhinsten, som er bjergkrystaller opkaldt efter floden Rhinen, hvor den blev fundet i større mængder.[kilde mangler] Heraf det engelske ord Rhinestone.
I 1730 opfandt franskmanden Georges Frédéric Strass strass-stenen. Den blev utroligt populær[kilde mangler] ved den franske kong Ludvig d. 15's hof. Strass blev en rig mand og kunne trække sig tilbage i en alder af 52 år. I 1734 fik han udmærkelsen "Joaillier du roi de France", kongens juvelér.